# 大城幸之一

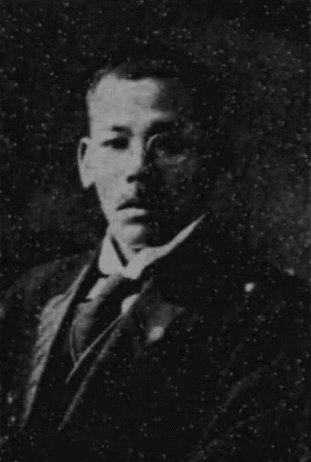
大城幸之一

大城 幸之一（おおしろ こうのいち / おおぐすく こうのいち、1879年（明治12年）8月15日 - 1932年（昭和7年）11月2日）は、日本の衆議院議員（政友本党→立憲民政党）。医師。

## 経歴
沖縄県島尻郡玉城村（現在の南城市）出身。沖縄県病院附属医生教習所に入学し、在学中に医術開業試験試験に合格した。1900年（明治33年）に教習所を卒業し、県病院に勤務した。翌年には郷里に医院を開業し、後に沖縄県医師会代議員、島尻郡医師会副会長を務めた。1909年（明治42年）に玉城村会議員に選ばれ、さらに沖縄県会議員、同議長に選ばれた。
1925年（大正14年）、衆議院補欠選挙で当選を果たした。
その他、玉城村中部信用販売購買組合長、奥武漁業組合長を務めた。

## 著書
- 『医学上より見たる酒害』（1923年、沖縄廃酒期成会）